# C12 (tunnelbanevagn)
C12 var en vagn i Stockholms tunnelbana tillverkad av ASEA, ASJ och Hägglund i 165 exemplar åren 1977–1982. C12 blev till skillnad mot exempelvis C6–C9 inte rakt av ett nybygge. Snarare en ombyggnad/modernisering av äldre C1–C3 vagnar. Vagnskorgen utgjordes av C6 typ medan banmotorer, boggier och elektrisk utrustning kom från de utrangerade äldsta vagnstyperna C1-C3 som började skrotas under 70- och 80-talet. Hyttombyggnad gjordes på flertalet vagnar i likhet med C6H under mitten av 90-talet. C12 kom att trafikera främst gröna linjen men även i viss mån röda linjen. C12 började fasas ut och skrotas under slutet av 90-talet, de sista C12-vagnarna som rullade på röda linjen togs ur trafik 1999, på gröna linjen 2001. C12 var multipelkörbar med C2–C9 och C13–C15.

## Hyttombyggnad
Förarhytten till tunnelvagnar av typ C6, C7, C8, C9, C10, C11, C12, C13, C14, C14z, C15 och C16 (C6-C16) utvecklades i slutet av 1960-talet inför leveransen av C6.
Tanken var att konstruera en modern hytt med god sikt och bättre värmeisolering än tidigare vagnar haft, automatisk onbromsning vid restriktiv hyttsignal, snabbstart samt anpassning för enmansdrift. Efter en del år började ett antal förare få besvär med rygg och axlar vid körning av dessa vagnar och problemen lokaliserades till körspakarna som måste hållas "med tryck" i fartläge. Efter prov med flera varianter av körspakar beslöts att installera ett enspaksbord med en "päronknopp" som är fjäderbelastad i vertikalled men ej horisontalled mellan noll och fartläge. Samtidigt infördes en fotpedal som ett alternativt säkerhetsgrepp. Vidare infördes nya uppladdnings- och nödbromsenheter i stället för de föråldrade förarbromsventilerna, fasta nya förarstolar samt nya strömställerpaneler. I början av 1990-talet inleddes hyttombyggnaderna av C6-vagnarna. Denna typ av ombyggnad genomfördes på C6, C8, C12, C13, C14 och C15. En förenklad variant genomfördes på Saltsjöbanans C10 och C11

## C17-projektet
Under slutet på 90-talet och början på 200-talet så var det tänkt att C12 skulle byggas om till C17 med C20-boggier, modernare drivteknik, inredning liknande den i C20 samt målning liknande C20. Istället för att fullfölja planerna så valde man att beställa fler C20 vilket ledde till att man kunde skrota C12 istället.

## C12 året 1995
1 januari 1995 fanns alla 165 C12:or i trafik, C12 1001–C12 1165.

## C12 året 1996
1 januari 1996 fanns alla 165 C12:or i trafik, C12 1001–C12 1165.
Tre vagnar har erhållit karossrevision och blivit upprustade invändigt med en interiör liknande den i ombyggda C6H. Följande vagnar blev upprustade under 1995: C12 1006 5/4 1995, C12 1165 1/9 1995 och C12 1040 16/10 1995.

## C12 året 1997
1 januari 1997 fanns alla 165 C12:or i trafik, C12 1001–C12 1165.